# Raúl Reyes

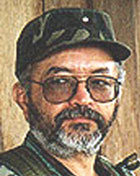
FARC-Vizechef Raul Reyes

Raúl Reyes (Pseudonym von Luis Edgar Devia Silva; * 30. September 1948 in La Plata, Kolumbien; † 1. März 2008 bei Santa Rosa de Sucumbíos, Ecuador) war ein Sprecher der Revolutionären Streitkräfte Kolumbiens (FARC).

## Leben
Raúl Reyes wurde 1948 im Departamento de Huila geboren. Mit 16 Jahren trat er der Jugendorganisation der Partido Comunista Colombiano bei, später wurde er ins Zentralkomitee der Partei gewählt. Er arbeitete in den siebziger Jahren als Angestellter des Schweizer Lebensmittelkonzerns Nestlé in Caquetá und war Gewerkschaftsfunktionär, bevor er sich der Guerillabewegung anschloss. Dort avancierte er zum Mitglied im „Secretariado“, dem siebenköpfigen FARC-Führungsgremium, wo er für die internationale Präsenz der FARC verantwortlich war, was ihm den inoffiziellen Titel "Außenminister der FARC" einbrachte.
Reyes wird vom amerikanischen Außenministerium und der kolumbianischen Regierung beschuldigt, die Ausweitung des Kokainhandels durch die FARC gefördert und die „Besteuerung“ des illegalen Drogenhandels in Kolumbien zur Finanzierung der FARC betrieben zu haben. Er sei außerdem am Mord hunderter Leute beteiligt gewesen, die den Drogentätigkeiten der FARC in die Quere gekommen waren.
Reyes wird auch beschuldigt, hunderte Unbeteiligte, einschließlich neun ausländische Touristen, zur Erpressung von Lösegeld oder aus politischen Motiven entführt zu haben und an mehreren Massakern und Bombenattentaten beteiligt zu sein.
Er ist in Abwesenheit für den Tod von 13 Polizisten, 18 Soldaten, sowie für 18 Entführungen verurteilt worden; außerdem für den Tod eines Richters, eines Arztes, 3 Gerichtsdienern, der ehemaligen Kulturministerin Consuelo Araújo, des Kongressabgeordneten Diego Turbay und seiner Mutter, des katholischen Priesters Isaías Duarte, des Gouverneurs von Antioquia, Guillermo Gaviria, des ehemaligen Ministers Gilberto Echeverri, 11 Mitgliedern des Departementsrats von Valle del Cauca und mindestens 4 weiterer Personen. Die meisten dieser Opfer wurden vor ihrem Tod entführt. Gaviria, Echeverri und Araújo wurden durch Kopfschüsse ermordet als das Militär das Lager der Rebellen stürmte. Er ist außerdem verantwortlich für ein Bombenattentat im Club El Nogal in Bogotá, das 36 Opfern das Leben kostete. Die Regierung von Paraguay hat seine Auslieferung für seine Beteiligung an der Entführung und dem Tod von Cecilia Cubas, Tochter des ehemaligen Präsidenten von Paraguay, die am 21. September 2004 entführt und deren Körper im Februar 2005 aufgefunden wurde, gefordert. Vor seinem Tod hat das amerikanische Außenministerium eine Belohnung von bis zu 5 Millionen US$ für jede Information, die zu seiner Festnahme geführt hätte, geboten. Er war auch auf der „roten Liste“ von Interpol.
Kolumbianische Behörden vermuteten schon lange, dass Raul Reyes sich über die südliche kolumbianische Grenze zu Ecuador bei Putumayo abgesetzt habe. 2006 wurde seine vermutliche Präsenz in Ecuador durch den Präsidenten Kolumbiens, Álvaro Uribe, verlautbart. Ecuador wies diese Vermutung zurück und sprach von bestenfalls temporären „Infiltrationen“.

## Tod
Raúl Reyes wurde am 1. März 2008 bei einem Angriff kolumbianischer Truppen auf ein Lager der FARC auf ecuadorianischem Boden zusammen mit 24 weiteren Menschen, darunter FARC-Rebellen und Zivilisten, getötet. Dies löste eine internationale diplomatische Krise in Lateinamerika aus (Siehe: Bewaffneter Konflikt in Kolumbien).
Die kolumbianischen Behörden verweigerten die Übergabe des Leichnams an seine ehemalige Lebensgefährtin, María Hilda Collazos, mit der er 14 Jahre zusammengelebt und zwei Söhne hatte. Zwei Wochen nach seinem Tod wurde er in einem namenlosen Grab an einem unbekannten Ort beigesetzt.